# Пересады
Пересады — агрогородок в Борисовском районе Минской области Белоруссии. Административный центр Пересадского сельсовета. Расположен в 13 км от Борисова, в 8 км от железнодорожной станции Жодино, в 58 км от Минска. Население 493 человек (2008). Рельеф равнинно-холмистый, возле Пересад течет река Плиса (правый приток Березины) и имеет заболоченные берега. Остановка электропоездов называется «Пролетарская победа». Агрогородок Пересады находится в паре километров от электрички. В Пересадах останавливается пригородный автобус идущий на Тарасики. Завод по производству легковых автомобилей «Белджи» расположен как раз в Пересадском сельсовете, и агрогородок Пересады ближайший к нему населенный пункт. В Пересадах две крупные улицы, идущие параллельно через все село.

## История
Местечко известно с XVIII века.
В 1800 году деревня была шляхетской собственностью и состояла из 33 дворов с населением 185 человек.
В 1897 году в составе Гливинской волости Борисовского уезда с населением 338 человек.
В 1909 году в Пересадах открыта школа.
В 1917 году 482 человек, начинает работать кузница.
В 2008 году население достигло 493 человека и насчитывалось 2 хозяйства.
В апреле 2020 года был проведён ремонт автомобильной дороги Н-8111 Гора — Струпень — Пересады общей протяженностью 11,2 км в цементобетонном исполнении.

## Улицы
Улицы: Центральная, Речная, Молодёжная, Радужная, Солнечная, Полевая, Первомайская и 70 лет октября.
Переулки: Лесной, Садовый и Магазинный

## Инфраструктура
В настоящее время в селе действуют средняя школа, детский сад, Дом быта, Дом культуры, библиотека, 3 магазина, аптека, амбулатория.
Сельскохозяйственные организации: ЧСУП «Божедары», специализирующееся на овощеводстве, картофелеводстве и с развитым производством выращивания молодняка КРС, и цех «Пересады» ОАО «Борисовский мясокомбинат» по выращиванию молодняка свиней.

## Достопримечательности
Недалеко от Пересад располагается парк-отель «Лесная Чайка» и Агроусадьба «Медвежья заводь».

## Галерея

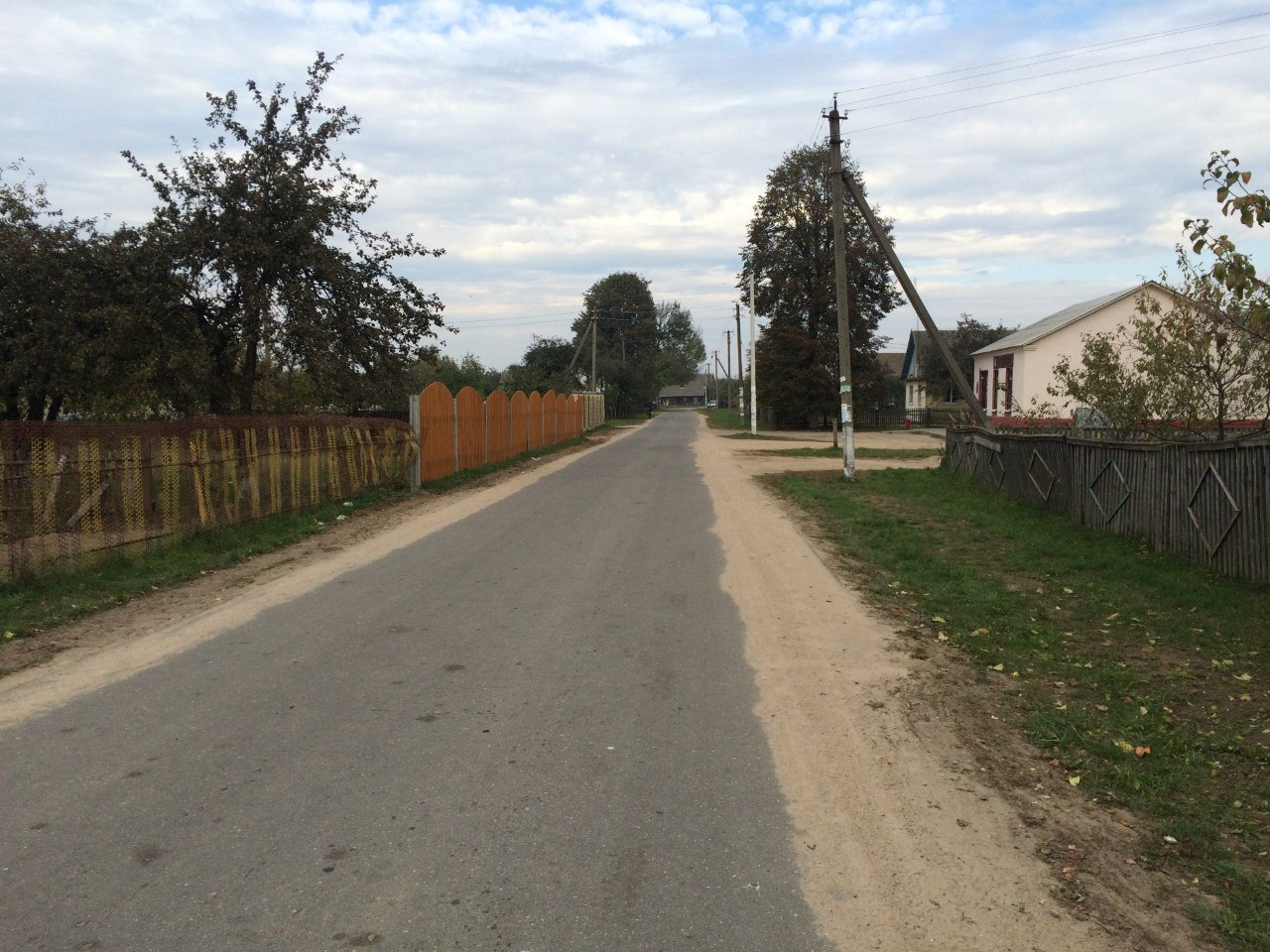
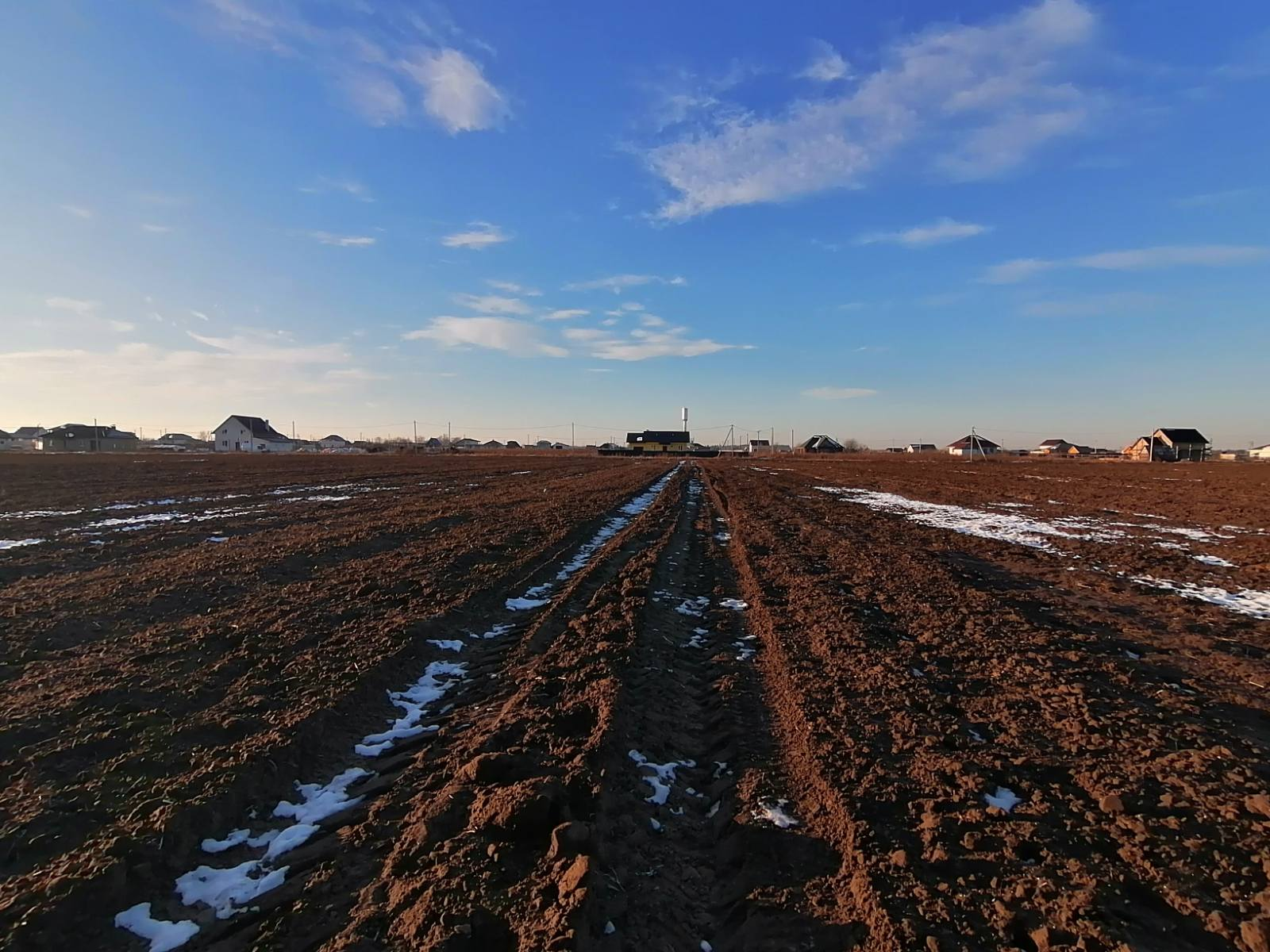
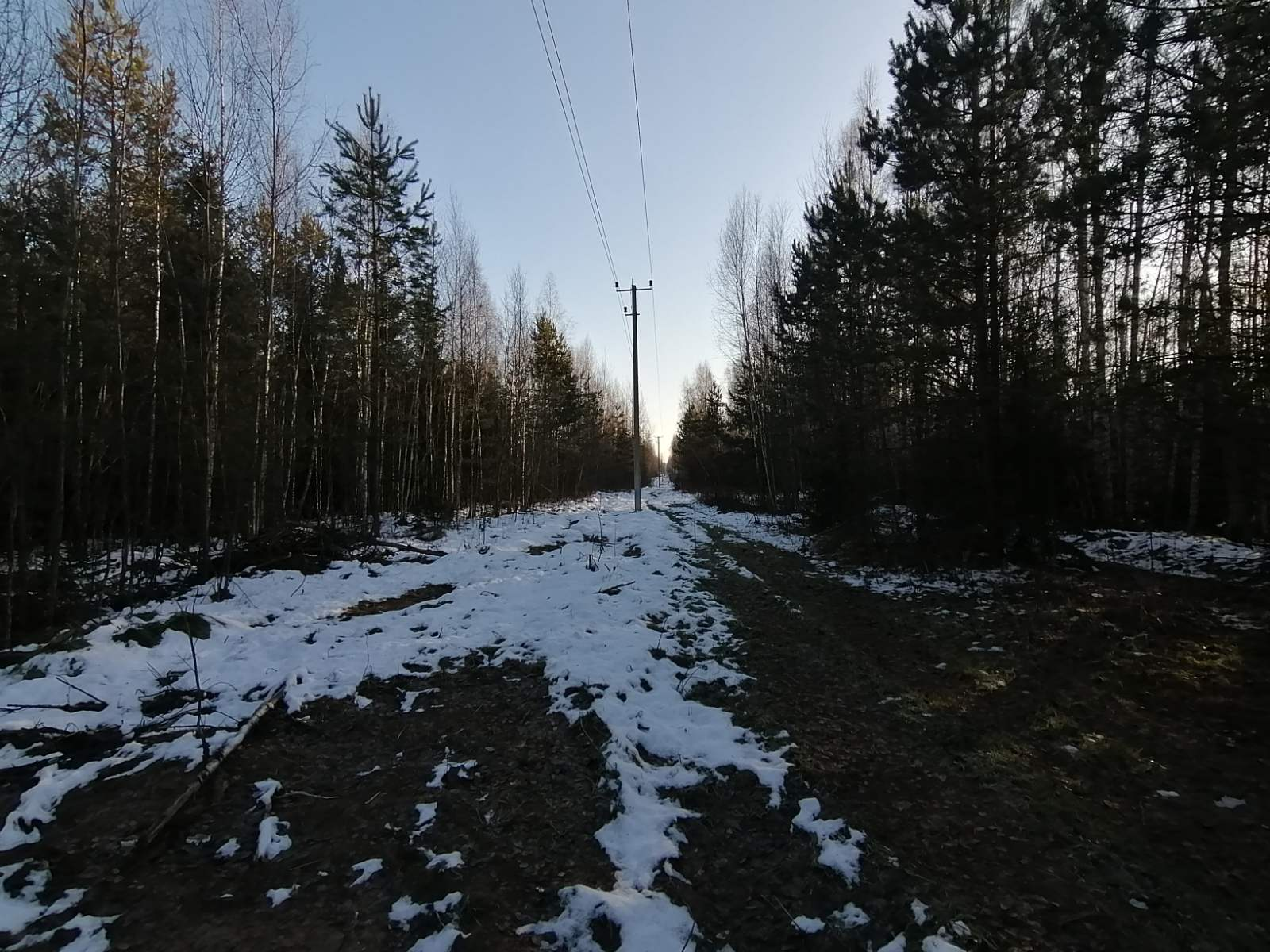
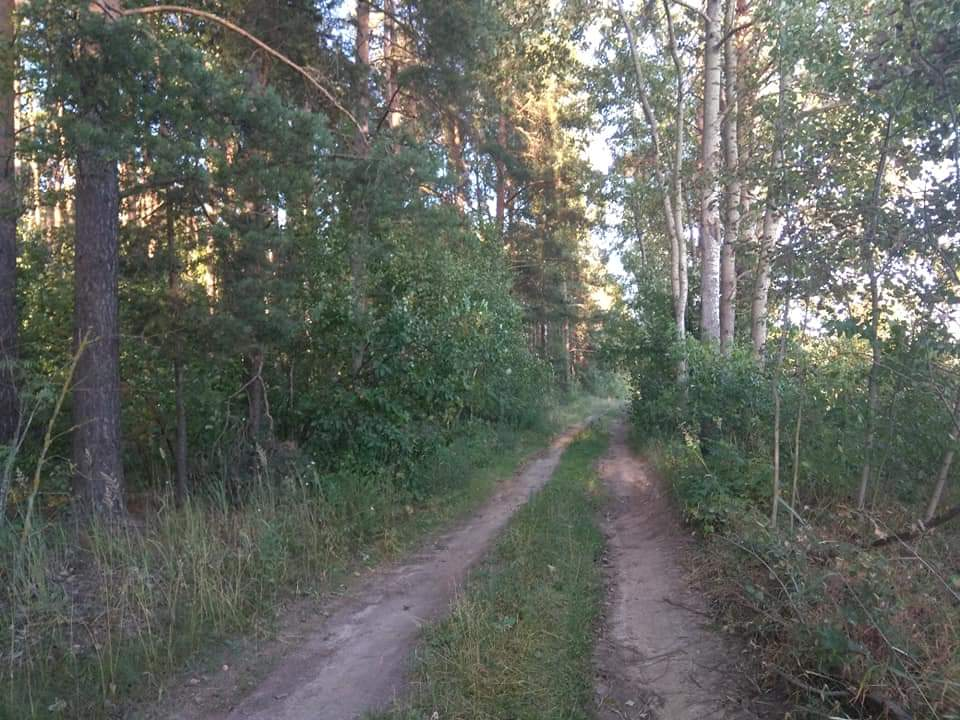
Возле леса
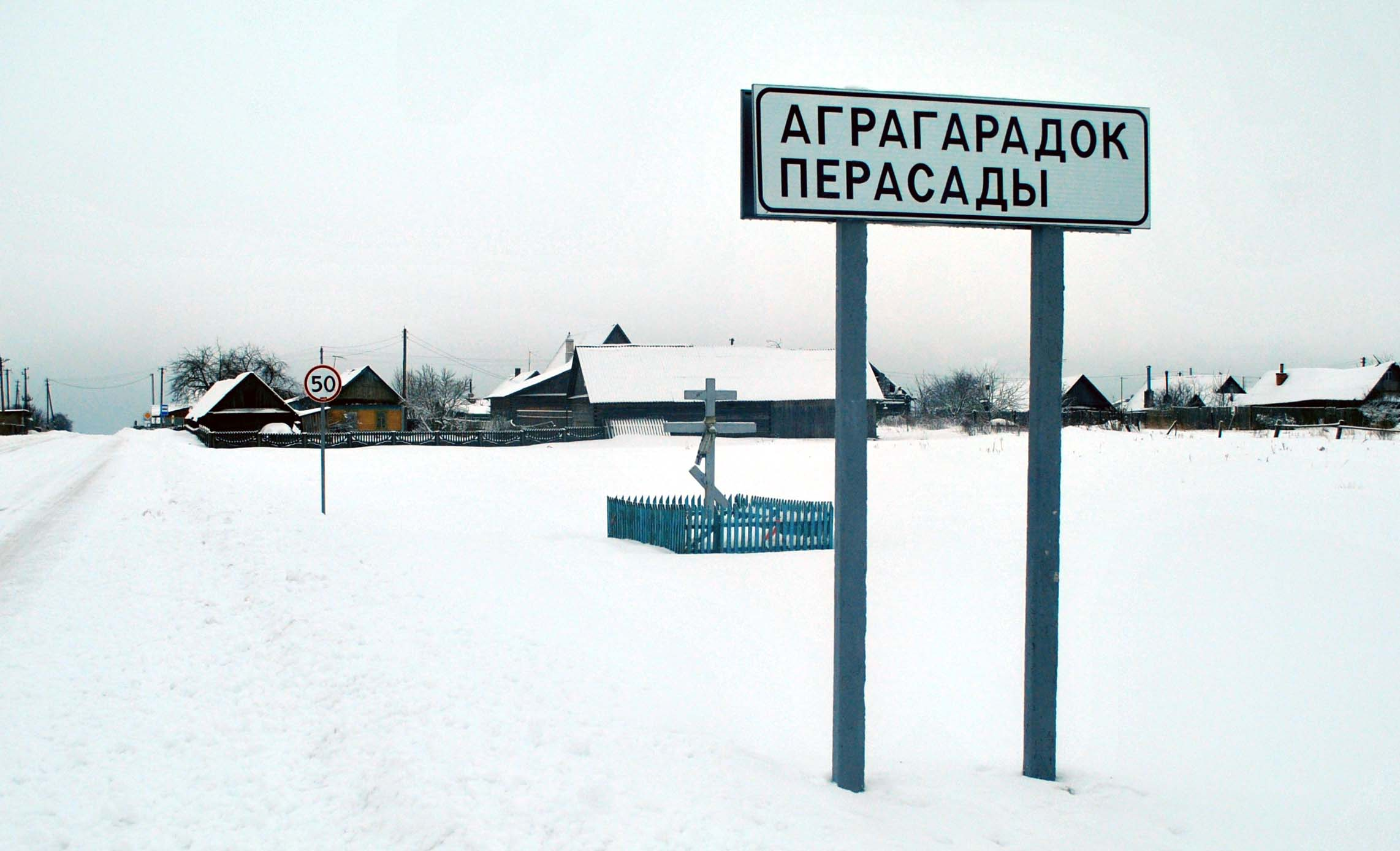